# Lista localităților din provincia Batman

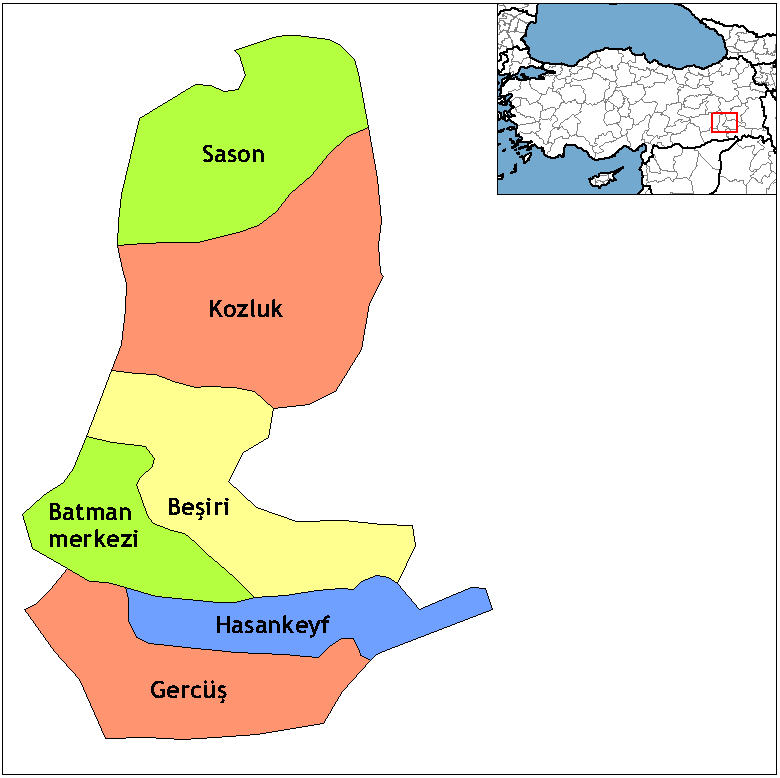
Provincia Batman

Aceasta este lista localităților din Provincia Batman, Turcia, după districte. În secțiunile de mai jos, prima localitate din fiecare listă este centrul administrativ al districtului.

## Batman
- Batman
- Akça, Batman
- Aydınkonak, Batman
- Balpınar, Batman
- Bayraklı, Batman
- Bıçakçı, Batman
- Binatlı, Batman
- Çarıklı, Batman
- Çayüstü, Batman
- Demirbilek, Batman
- Demirlipınar, Batman
- Demiryol, Batman
- Doluca, Batman
- Erköklü, Batman
- Güneșli, Batman
- Güvercin, Batman
- İkiztepe, Batman
- Karayün, Batman
- Kayabağı, Batman
- Kesmeköprü, Batman
- Kösetarla, Batman
- Kuyubașı, Batman
- Oymataș, Batman
- Recepler, Batman
- Suçeken, Batman
- Yağmurlu, Batman
- Yakıtlı, Batman
- Yaylıca, Batman
- Yediyol, Batman
- Yeniköy, Batman
- Yeșilöz, Batman
- Yolağzı, Batman
- Yolveren, Batman

## Beșiri
- Beșiri
- Alaca, Beșiri
- Asmadere, Beșiri
- Atbağı, Beșiri
- Ayrancı, Beșiri
- Bahçeli, Beșiri
- Bașarı, Beșiri
- Beșpınar, Beșiri
- Beyçayırı, Beșiri
- Bilek, Beșiri
- Çakıllı, Beșiri
- Çavușbayırı, Beșiri
- Çevrimova, Beșiri
- Çığırlı, Beșiri
- Dağyolu, Beșiri
- Danalı, Beșiri
- Dayılar, Beșiri
- Değirmenüstü, Beșiri
- Deveboynu, Beșiri
- Doğankavak, Beșiri
- Doğanpazarı, Beșiri
- Durucak, Beșiri
- Esence, Beșiri
- Eskihamur, Beșiri
- Güvercinlik, Beșiri
- Ilıca, Beșiri
- Ișıkveren, Beșiri
- İkiköprü, Beșiri
- İkiyaka, Beșiri
- İnpınar, Beșiri
- Kașüstü, Beșiri
- Kayatepe, Beșiri
- Kumçay, Beșiri
- Kumgeçit, Beșiri
- Kurukavak, Beșiri
- Kușçukuru, Beșiri
- Kütüklü, Beșiri
- Oğuz, Beșiri
- Otluca, Beșiri
- Örmegöze, Beșiri
- Samanlı, Beșiri
- Tepecik, Beșiri
- Uğurca, Beșiri
- Üçkuyular, Beșiri
- Yakacık, Beșiri
- Yalınca, Beșiri
- Yalınkavak, Beșiri
- Yarımtaș, Beșiri
- Yazıhan, Beșiri
- Yenipınar, Beșiri
- Yeniyol, Beșiri
- Yeșiloba, Beșiri
- Yolkonak, Beșiri
- Yontukyazı, Beșiri

## Gercüș
- Gercüș
- Akburç, Gercüș
- Akyar, Gercüș
- Ardıç, Gercüș
- Ardıçlı, Gercüș
- Arıca, Gercüș
- Aydınca, Gercüș
- Aydınlı, Gercüș
- Bağlıca, Gercüș
- Bağözü, Gercüș
- Bașarköy, Gercüș
- Bașova, Gercüș
- Boğazköy, Gercüș
- Çalıșkan, Gercüș
- Çiçekli, Gercüș
- Çukuryurt, Gercüș
- Dereiçi, Gercüș
- Dereli, Gercüș
- Doruk, Gercüș
- Düzmeșe, Gercüș
- Eymir, Gercüș
- Geçit, Gercüș
- Gökçe, Gercüș
- Gökçepınar, Gercüș
- Gönüllü, Gercüș
- Gürbüz, Gercüș
- Güzelöz, Gercüș
- Hisar, Gercüș
- Kantar, Gercüș
- Karalan, Gercüș
- Kayalar, Gercüș
- Kayapınar, Gercüș
- Kesiksu, Gercüș
- Kırkat, Gercüș
- Kıșlak, Gercüș
- Koçak, Gercüș
- Koyunlu, Gercüș
- Kozlu, Gercüș
- Kömürcü, Gercüș
- Kutlu, Gercüș
- Nurlu, Gercüș
- Özler, Gercüș
- Poyraz, Gercüș
- Rüzgarlı, Gercüș
- Sargın, Gercüș
- Seki, Gercüș
- Serinköy, Gercüș
- Tașçı, Gercüș
- Tepecik, Gercüș
- Ulaș, Gercüș
- Vergili, Gercüș
- Yakıtlı, Gercüș
- Yamanlar, Gercüș
- Yassıca, Gercüș
- Yayladüzü, Gercüș
- Yemișli, Gercüș
- Yenice, Gercüș
- Yolağzı, Gercüș
- Yüceköy, Gercüș

## Hasankeyf
- Hasankeyf
- Akalın, Hasankeyf
- Aksu, Hasankeyf
- Bayırlı, Hasankeyf
- Büyükdere, Hasankeyf
- Çardaklı, Hasankeyf
- Irmak, Hasankeyf
- İncirli, Hasankeyf
- Karaköy, Hasankeyf
- Kumluca, Hasankeyf
- Öğütlü, Hasankeyf
- Saklı, Hasankeyf
- Soğucak, Hasankeyf
- Tepebașı, Hasankeyf
- Uzundere, Hasankeyf
- Üçyol, Hasankeyf
- Yakaköy, Hasankeyf
- Yolüstü, Hasankeyf

## Kozluk
- Kozluk
- Akçakıșla, Kozluk
- Akçalı, Kozluk
- Alıçlı, Kozluk
- Arıkaya, Kozluk
- Armutlu, Kozluk
- Așağıkıratlı, Kozluk
- Bekirhan, Kozluk
- Beșkonak, Kozluk
- Beybağı, Kozluk
- Bölükkonak, Kozluk
- Çamlıca, Kozluk
- Çaygeçit, Kozluk
- Çayhan, Kozluk
- Çayönü, Kozluk
- Çevrecik, Kozluk
- Danagözü, Kozluk
- Dere, Kozluk
- Derince, Kozluk
- Dövecik, Kozluk
- Duygulu, Kozluk
- Eskice, Kozluk
- Geçitaltı, Kozluk
- Geyikli, Kozluk
- Güllüce, Kozluk
- Gümüșörgü, Kozluk
- Gündüzlü, Kozluk
- Günyayla, Kozluk
- Gürpınar, Kozluk
- İnișli, Kozluk
- Kaletepe, Kozluk
- Kamıșlı, Kozluk
- Karaoğlak, Kozluk
- Karpuzlu, Kozluk
- Karșıyaka, Kozluk
- Kavakdibi, Kozluk
- Kayadibi, Kozluk
- Koçaklar, Kozluk
- Konaklı, Kozluk
- Kulludere, Kozluk
- Kumlupınar, Kozluk
- Ortaca, Kozluk
- Ortaçay, Kozluk
- Oyuktaș, Kozluk
- Örensu, Kozluk
- Parmakkapı, Kozluk
- Pınarhisar, Kozluk
- Samanyolu, Kozluk
- Seyitler, Kozluk
- Seyrantepe, Kozluk
- Tașlıdere, Kozluk
- Tașlık, Kozluk
- Tosunpınar, Kozluk
- Tuzlagözü, Kozluk
- Ulașlı, Kozluk
- Uzunçayır, Kozluk
- Uzunyazı, Kozluk
- Ünsaldı, Kozluk
- Yanıkkaya, Kozluk
- Yankılı, Kozluk
- Yapaklı, Kozluk
- Yayalar, Kozluk
- Yazılı, Kozluk
- Yazpınar, Kozluk
- Yedibölük, Kozluk
- Yeniçağlar, Kozluk
- Yenidağan, Kozluk
- Yenidoğan, Kozluk
- Yıldızlı, Kozluk
- Yukarıkıratlı, Kozluk
- Ziyaret, Kozluk

## Sason
- Sason
- Acar, Sason
- Altındere, Sason
- Aydınlık, Sason
- Balbașı, Sason
- Binekli, Sason
- Cevizli, Sason
- Çağlı, Sason
- Çakırpınar, Sason
- Çalıșırlar, Sason
- Çayırlı, Sason
- Çınarlı, Sason
- Dağçatı, Sason
- Dereiçi, Sason
- Dereköy, Sason
- Derince, Sason
- Dikbayır, Sason
- Dörtbölük, Sason
- Ergünü, Sason
- Erikli, Sason
- Geçitli, Sason
- Günlüce, Sason
- Gürgenli, Sason
- Güvercinlik, Sason
- Heybeli, Sason
- İncesu, Sason
- Kaleyolu, Sason
- Karameșe, Sason
- Kașyayla, Sason
- Kavaklı, Sason
- Kayadüzü, Sason
- Kelhasan, Sason
- Kınalı, Sason
- Kilimli, Sason
- Koçkaya, Sason
- Köprübașı, Sason
- Meșeli, Sason
- Örenağıl, Sason
- Sarıyayla, Sason
- Soğanlı, Sason
- Tașyuva, Sason
- Umurlu, Sason
- Yakabağ, Sason
- Yeniköy, Sason
- Yiğitler, Sason
- Yolüstü, Sason
- Yuvalar, Sason
- Yücebağ, Sason
- Yürekli, Sason